# Мицкевич, Михаил Казимирович
Михаи́л (Михась) Казими́рович Мицке́вич (1850, село Миколаевщина, Столбцовский район — 8 февраля 1902, лесничество Альбуць, Столбцовский район) — обходчик Акинчицкого лесничества Несвижской ординации князя Радзивилла. Отец Якуба Коласа, прототип лесничего Михала в поэме «Новая земля».

## Биография

### Происхождение
Михаил Мицкевич родился в семье Казимира Николаевича Мицкевича, неманского плотогона, и его жены Ганны Мицкевич (Белай). Предки Михаила Казимировича были крестьянами из местечка Миколаевщина, по вероисповеданию были католиками, крещены в приходской церкви .
Точная дата рождения Михала Мицкевича не сохранилась. В описи села Миколаевщина от 25 мая 1858 года указано, что ему три года. Согласно «Форме лейб-гвардии Акинчицкого лесничества за 1884-85 гг.», сторожу Мицкевичу было 34 года. На надгробии, которое установлено на кладбище «Цербяжа» в Николаевске, написано: «Жил 52 года, умер 8 февраля 1902 года» .
У Михаила Казимировича было четыре брата (Петрусь, Евфим, Игнась, Антось) и три сестры (Магда, Каруся и Катерина).

### Молодость
Семья Мицкевичей жила бедно и не могла помочь Михаилу деньгами. Сначала он подрабатывал пастухом, заготавливал дрова для сплава и гонял плоты по реке Неман. Его брат Яхим служил конюхом в Несвижском дворце. Однажды в лесу на охоте он спас князя Антония Вильгельма Радзивилла от раненого медведя, а через некоторое время вытащил купавшегося и чуть не утонувшего в озере слугу князя, французского повара. Князь сказал: «Проси, что хочешь. Я сделаю всё для тебя». И Евхим попросил князя взять его брата Михала к себе на службу. Так отец Якуба Коласа оказался в Акинчицкой лесной палате .
Официальная форма лесхоза свидетельствует: «Михась Мицкевич добросовестно и аккуратно выполняет свои обязанности; характер — спокойный; не был оштрафован или выговорен».
Писатель упоминал в своей автобиографии:
Отец мой, Михаил Казимирович Мицкевич, был лесником. Человек он был небольшого образования: умел расписаться, читать по-польски и по-русски. Разбирал даже и рукопись.
Якуб Колас
«Автобиография» (1930)
В 1878 году он женился на Ганне Лесик, односельчанке. От этого брака родилось 9 детей: Влад (1879—1954), Алесь (1880—1940), Кастусь (1882—1956), Михалина (1887— ?), Юзеф (1891—1964), Елена (1893—1964?), Иосиф (1895—1980), Михась (1897—1991), Мария (1900—1900?).
3 ноября 1882 года в Акинчицкой лесной палате, где семья жила с 1 апреля 1881 года по 1 апреля 1883 года, родился третий сын — Якуб Колас, будущий классик белорусской литературы. В 1885 году вместе с семьёй Михась был переведен в лесничество Ласток, где служил до 1890 года, после чего перешёл в Альбутькинскую лесную палату (упомянутую в «Новай зямлi» под названием "Парэчча"). Он умер в Альбути в 1902 году. Похоронен на кладбище Церабяжы в деревне Миколаевщина. По воспоминаниям сестры Якуба Коласа Алены, на его похоронах не присутствовал никто из знакомых: ни паны, ни лесники, ни дорожные рабочие .
Язеп Мицкевич, сын Михаила Казимировича, работавший заведующим музеем Коласа в Смольне, так вспоминал своего отца:
Отец, имея большую семью, служил честно, всегда выходил из дому рано, до дня, когда мы ещё спали. Служба нашего отца была тяжёлая. Он стремился всеми силами избавиться этой службы. Но не довелось сбыться отцовском мечтам. Он умер в этой же самой Альбуци в 1902 году. Умер молодым, имел всего 52 года жизни.
Иосиф Мицкевич
Язеп Мицкевич

## В творчестве Якуба Коласа

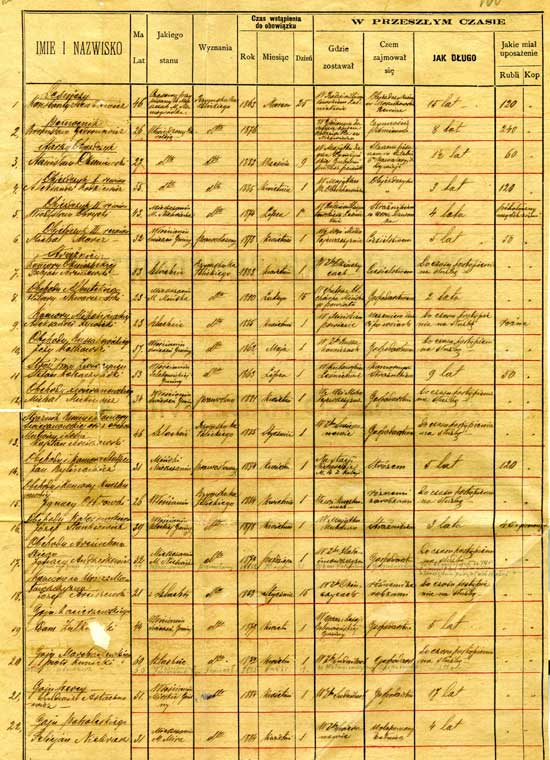
Формуляр князя Радзивилла, где указан Михал Мицкевич, 1884—1885

В поэме «Новая земля» образ лесника Михала, прототипом которого стал отец Коласа, является главным героем произведения. Он показан заботливым и сострадательным человеком. Михась с детства работает, не жалея ни сил, ни здоровья. Он охраняет лес, ухаживает за стадом, «управляет» косарями, «расставляет» рабочих, выполняет многочисленные поручения лесника. Он находит удовольствие в работе, верит в неё как в основу жизни и благополучия, надеется своими руками обрести собственное счастье. Благодаря кропотливому труду необитаемые и запущенные уголки, в которых оказывается герой поэмы, становятся уютными и благополучными. Михась — яркий образ белоруса, который несёт в себе лучшие черты национального характера — трудолюбие, стремление к свободе и справедливости, благородство, высокую духовность, терпение, доброту и чувство человеческого достоинства, стремление жить в согласии с соседями, помогать ближнему.
Поэт отзывался об отце следующим образом:
В округе всех крестьян Михал

От мала до велика знал.

Потрава ль где или покража —

Разыщет мигом и докажет,

И уж дойдёт до голубочка,

Вот как по нитке до клубочка.

Так и не диво, что Михала

В селе любили очень мало.

И наш Михась про это ведал.